# UnAufgefordert
UnAufgefordert (abgekürzt: UnAuf) ist eine deutsche Studentenzeitung. Sie erscheint ununterbrochen seit dem 17. November 1989 an der Humboldt-Universität Berlin (HU), war eine der ersten freien Zeitungen der DDR und ist eine der ältesten Studentenzeitungen Deutschlands. Ihre gedruckten  Ausgaben hatten bisher einen Umfang zwischen 6 und 64 DIN-A4-Seiten. Das Heft erscheint derzeit während der Vorlesungszeit in zweimonatlichem Rhythmus, also mit insgesamt fünf Ausgaben pro Jahr – dabei erscheinen drei Ausgaben im Wintersemester und zwei im Sommersemester. Daneben gibt es einen Newsblog, in dem besonders aktuelle Themen wie beispielsweise die Arbeit des Studierendenparlaments (StuPa) besprochen werden. Herausgeber ist der Freundeskreis der UnAufgefordert e. V. Die Zeitschrift ist unabhängig von der Humboldt-Universität.

## Geschichte

### Ursprünge
Die UnAufgefordert wurde am 17. November 1989 als „Noch Namenlos“ ins Leben gerufen. Sie sollte das Presseorgan eines unabhängigen Studentenrats sein, der die FDJ als Interessensvertretung ablösen sollte. Um in der damaligen DDR zu drucken und Kopierpapier für die Drucker an der HU zu bekommen, musste die Redaktion eine staatliche Lizenz organisieren. Deshalb wurde die erste Ausgabe in West-Berlin an der TU Berlin gedruckt und in den Osten geschmuggelt. Der Name „UnAufgefordert“ entstand vor der Veröffentlichung der zweiten Ausgabe. Die Humboldt-Universität war damals von einem hohen Zaun geschützt, auf Schildern am Eingang war folgende Inschrift zu lesen: „Bitte die Ausweise der Humboldt-Universität unaufgefordert vorzeigen!“ So entstand der Name der neuen Zeitung: UnAufgefordert, oder abgekürzt UnAuf. Erst nach der vierten Ausgabe lag auch eine offizielle Druckgenehmigung vor: (36a) 5077 B beim Magistrat von Berlin. Sie war der Schlüssel zu einem eigenen Papierkontingent. Bis heute hängt die Lizenz in den Redaktionsräumen. Ein Jahr nach dem Erscheinen der ersten Ausgabe bekam die UnAufgefordert vom ersten frei gewählten HU-Rektor Heinrich Fink einen kleinen Raum im Hauptgebäude zugewiesen.

### Abspaltung von der Studierendenvertretung
Durch Diskussionen über geschlechtergerechte Sprache, Finanzierungslücken, die Besetzung von Redaktionsposten und die redaktionelle Unabhängigkeit kam es zum Bruch zwischen der Studierendenvertretung und der jahrelang als studentische Initiative geführten und aus Geldern der Studierendenschaft finanzierten Zeitung. Im Herbst 2008 – am 19. Jahrestag der Erstausgabe – beschloss das StudentInnenparlament, der UnAufgefordert keine Mittel mehr zur Verfügung zu stellen.
Am 26. September 2009 wurde der ehrenamtlich arbeitende „Freundeskreis der UnAufgefordert e. V.“ von ehemaligen und aktiven Redakteuren gegründet, der die Zeitung seitdem herausgibt. Der Verein hat sich eine Satzung gegeben, die die inhaltliche Unabhängigkeit garantiert.

### Gegenwart
Seit 1989 erschienen 250 Ausgaben, die allesamt im Online-Archiv einsehbar sind. Im Herbst 2017 landete die Redaktion der UnAufgefordert einen Scoop, indem sie mit der Recherche im Rahmen des Artikels Solange keiner hinschaut intransparente Vorgänge im StudentInnenparlament der HU aufdeckte und für einen landesweiten Diskurs sorgte. Der Artikel wurde im Tagesspiegel abgedruckt und die Problematik deutschlandweit in der Presse thematisiert.

## Inhalt und Organisation

### Printausgabe
Die UnAufgefordert berichtet über hochschulpolitische Themen, studentisches Leben und Kultur in Berlin und deutschlandweit – mit besonderem Blick auf die Humboldt-Universität. Die Redaktion besteht aus etwa zwanzig Redakteurinnen und Redakteuren. Hierbei wird jeder Redakteur in den gesamten Produktionsprozess eingebunden: Von der ersten Idee zu einem Artikel, über die Schlussredaktion bis zum Vertrieb des Heftes und Anzeigenakquise macht die Redaktion alles selbst. Am Jahresanfang wird die dreiköpfige Chefredaktion gewählt, die sich dann eigenständig um die Organisation kümmert und die Arbeitsabläufe koordiniert. Seit 2007 ist die UnAufgefordert auch im kostenlosen Abonnement erhältlich. Über den Redaktionsalltag hinaus führt sie seit einigen Jahren Projekte durch. So reisten die Redakteure nach Ungarn, Frankreich, Israel und die Türkei. Ein- bis zweimal im Jahr finden Konferenzen, Workshops oder Podiumsdiskussionen statt, die oftmals in Kooperation mit den Partnern organisiert werden. Zudem besucht die Redaktion der UnAufgefordert regelmäßig Redaktionen und Medienhäuser in Berlin und Umgebung, um Einblicke in den journalistischen Arbeitsprozess zu bekommen.

### UnAuf ONLINE
Schon seit über 10 Jahren wird der Großteil der Artikel aus der Print-Ausgabe auch auf einem Newsblog gepostet. Zusätzlich dazu werden tagesaktuelle Inhalte hochgeladen, die sich beispielsweise mit der Hochschulpolitik oder universitären Veranstaltungen beschäftigen. Es werden Nachrichten und Inhalte in den folgenden Hauptrubriken gepostet:
- Campus-News (Studium, Erasmus, Uni-Veranstaltungen, Studieren in Berlin)
- Leben (Freizeit, Reisen, Wohnen, Leben in Berlin)
- Politik (parlamentarische Berichterstattung aus dem StuPa, Hochschulpolitik, Politik)
- Kultur (Rezensionen und Berichte aus den Bereichen Musik, Literatur, Film, Bühne)

Seit einem Redesign im Mai 2019 heißt die Online-Ausgabe der UnAufgefordert UnAuf ONLINE.

## Auszeichnungen
In den Jahren 2005 und 2008 wurde die UnAufgefordert als beste deutschsprachige Studentenzeitung von der Initiative Pro Campus-Presse mit dem MLP Campus-Presse Award ausgezeichnet. Für die Recherche um den Artikel Solange keiner hinschaut erhielt die UnAufgefordert den Sonderpreis des 13. Pro Campus-Presse Awards 2017.

## Bekannte ehemalige Redakteure
- Wolf-Christian Ulrich, Journalist und Fernsehmoderator (seit 2013 Moderator der Sendung Morgenmagazin)
- Margarete Stokowski, Autorin und Kolumnistin
- Ann-Kathrin Nezik, Journalistin beim Spiegel